# 上关镇 (华亭市)
上关镇，是中华人民共和国甘肃省平凉市华亭市下辖的一个乡镇级行政单位。
2015年，甘肃省民政厅批复同意撤销上关乡，设立上关镇。

## 行政区划
上关镇下辖以下地区：
早阳村、水联村、陈家河村、楞坎村、西庄村、半川村、小川村、王家沟村、磨坪村、碾子沟村和上关村。